# John Eisenhower

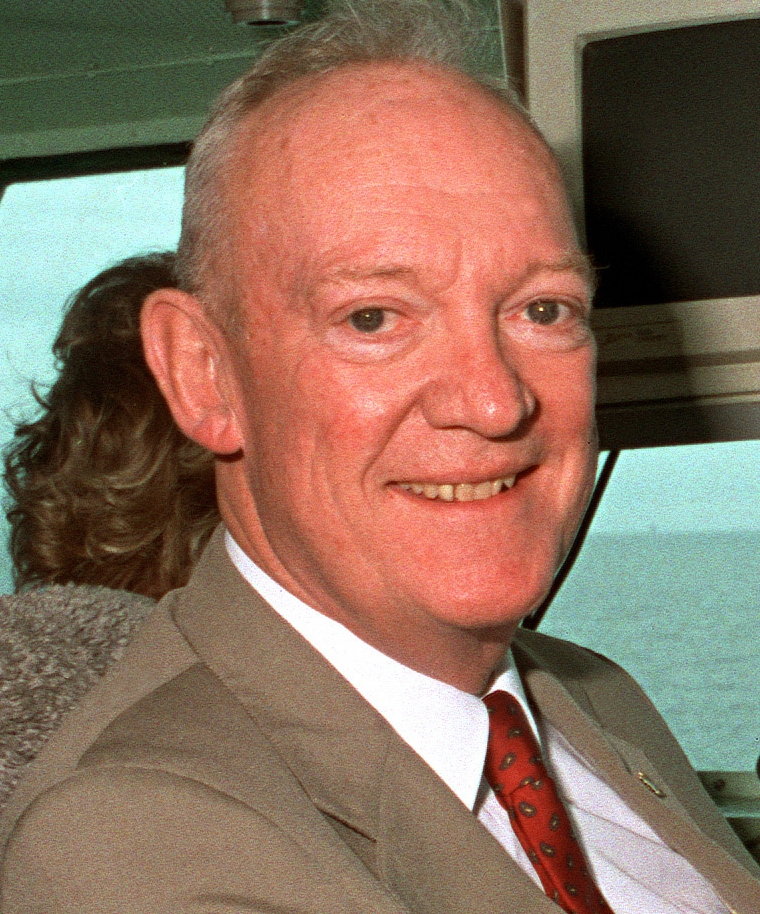
John Eisenhower (1990)

John Sheldon Doud Eisenhower (* 3. August 1922 in Denver, Colorado; † 21. Dezember 2013 in Trappe, Talbot County, Maryland) war ein US-amerikanischer Diplomat, Armeeoffizier, Autor, Militärhistoriker und der jüngere der zwei Söhne des 34. US-Präsidenten Dwight D. Eisenhower und seiner Gattin Mamie Eisenhower.

## Biografie
John Eisenhower hatte einen älteren Bruder, der im Januar 1921 mit drei Jahren an Scharlach starb. Wie sein Vater absolvierte er die United States Military Academy in West Point. Er graduierte dort am 6. Juni 1944, dem Tag der Alliierten Landung in der Normandie. Danach diente er in der Endphase des Zweiten Weltkriegs und während des Koreakriegs in den US-amerikanischen Streitkräften. Von 1944 bis 1963 war er im aktiven Dienst der US Army, wo er es bis zum Brigadegeneral brachte und von 1963 bis 1974 in der Reserve diente. Von 1969 bis 1971 war er als Nachfolger von Ridgway B. Knight US-Botschafter in Belgien; ferner ist er Autor zahlreicher Bücher. Während der Präsidentschaft seines Vaters diente er als Assistant Staff Secretary im Stab des Weißen Hauses. Dabei bekleidete er nach wie vor einen Offiziersrang.
Eisenhower heiratete am 10. Juni 1947 Barbara Jean Thompson (* 15. Juni 1926; † 19. September 2014), mit der er vier Kinder hatte. Nach der Scheidung von seiner ersten Ehefrau (1986) heiratete er 1988 Joanne Thompson. Eisenhower starb im Dezember 2013 im Alter von 91 Jahren.

## Veröffentlichungen
- The Bitter Woods: The battle of the Bulge (1969) (Ardennenschlacht)
- Strictly Personal (1974)
- Allies, Pearl Harbor to D-Day (1982)
- So Far from God: The U.S. War with Mexico, 1846–1848 (1989)
- Intervention!: The United States Involvement in the Mexican Revolution, 1913–1917 (1993)
- Agent of Destiny: The Life and Times of General Winfield Scott (1997)
- Yanks: The Epic Story of the American Army in World War I (2001)
- General Ike: A Personal Reminiscence (2003)
- Zachary Taylor (2008)